# Monte Soprano e Monte Vesole
Monte Soprano e Monte Vesole este o arie protejată (arie specială de conservare — SAC, sit de importanță comunitară — SCI) din Italia întinsă pe o suprafață de 5.674 ha, integral pe uscat.

## Localizare
Centrul sitului Monte Soprano e Monte Vesole este situat la coordonatele 40°23′38″N 15°10′53″E / 40.393889°N 15.181389°E.

## Înființare
Situl Monte Soprano e Monte Vesole a fost declarat sit de importanță comunitară în iunie 2001 pentru a proteja 21 de specii de animale. Situl a fost protejat și ca arie specială de conservare în mai 2019.

## Biodiversitate
Situată în ecoregiunea mediteraneană, aria protejată conține 9 habitate naturale: Peșteri inaccesibile publicului, Păduri panonice-balcanice de stejar turcesc - stejar sesil, Pajiști uscate seminaturale și facies de acoperire cu tufișuri pe substraturi calcaroase (Festuco-Brometalia) (* situri importante pentru orhidee), Pante stâncoase calcaroase cu vegetație casmofită, Pseudostepă cu ierburi și specii anuale de Thero-Brachypodietea, Pajiști uscate seminaturale și facies de acoperire cu tufișuri pe substraturi calcaroase (Festuco-Brometalia) (* situri importante pentru orhidee), Tufărișuri termo-mediteraneene și de pre-deșert, Păduri de Castanea sativa, Păduri de Quercus ilex și Quercus rotundifolia.
La baza desemnării sitului se află mai multe specii protejate:
- păsări (9): erete cenușiu (Circus pygargus), porumbel gulerat (Columba palumbus), prepeliță (Coturnix coturnix), șoim călător (Falco peregrinus), sfrâncioc roșiatic (Lanius collurio), vultur egiptean (Neophron percnopterus), viespar (Pernis apivorus), sitar de pădure (Scolopax rusticola), sturz-cântător (Turdus philomelos)
- amfibieni (2): Bombina pachypus, Salamandrina terdigitata
- mamifere (8): lupul (Canis lupus), liliac cu aripi lungi (Miniopterus schreibersii), liliac cu urechi de șoarece (Myotis blythii), liliac cărămiziu (Myotis emarginatus), liliac comun (Myotis myotis), liliacul mediteranean cu potcoavă (Rhinolophus euryale), liliacul mare cu potcoavă (Rhinolophus ferrumequinum), liliacul mic cu potcoavă (Rhinolophus hipposideros)
- nevertebrate (1): croitorul mare al stejarului (Cerambyx cerdo)
- reptile (1): șarpele cu patru dungi (Elaphe quatuorlineata)

Pe lângă speciile protejate, pe teritoriul sitului au mai fost identificate 3 specii de plante, 5 specii de amfibieni, 1 specie de mamifere, 7 specii de nevertebrate, 5 specii de reptile.